# Vối
Vối hay còn gọi trâm nắp, lá vối (danh pháp khoa học: Syzygium nervosum) là một loài thực vật có hoa trong Họ Đào kim nương. Loài này được A.Cunn. ex DC. miêu tả khoa học đầu tiên năm 1828.

## Đặc điểm
Vối là loại cây thân mộc cỡ vừa, có thể cao tới 12–15m. Vỏ màu nâu đen, nứt dọc. Cành cây tròn hay đôi khi có hình 4 cạnh, nhẵn. Lá hình trái xoan ngược hay bầu dục, hình trứng rộng, giảm nhọn ở gốc, có mũi nhọn ngắn, hai mặt cùng màu nhạt có đốm màu nâu, phiến dày, dai, cứng, lá già có chấm đen ở mặt dưới. Cuống lá ngắn tầm 1-1,5 cm. Hoa nhỏ, màu trắng lục, họp thành cụm 3-5 hoa ở nách lá. Nụ hoa dài, 4 cánh, nhiều nhị. Cụm hoa hình tháp, trải ra ở kẽ các lá đã rụng. Cây ra hoa tháng 5-7. Quả hình cầu hay hình trứng, nhăn nheo, đường kính 7-12mm, nháp, có dịch, khi chín màu tím. Toàn lá, cành non và nụ có mùi thơm dễ chịu. Cây mọc hoang và được trồng ở khắp nơi. Trong lá vối có tanin, một số chất khoáng, vitamin và khoảng 4% tinh dầu với mùi thơm dễ chịu và có một chất kháng sinh diệt được nhiều loại vi khuẩn gây bệnh.
Trong dân gian phân biệt vối có hai loại, một loại lá nhỏ hơn bàn tay, màu vàng xanh, thường gọi là "vối kê" hay "vối nếp". Loại thứ hai lá to hơn bàn tay, hình thoi, màu xanh thẫm gọi là "vối tẻ". Lại cũng có nơi phân biệt vối trâu và vối quế. Vối trâu lá mỏng, xanh đậm và to bản còn vối quế lá dày, nhỏ.

## Phân bố
Khu vực phân bố: Các tỉnh Quảng Đông, Quảng Tây, Hải Nam, Vân Nam của Trung Quốc, Bangladesh; Ấn Độ, Myanmar, Campuchia; Lào; Thái Lan; Việt Nam, các đảo Java, Kalimantan, Sumatra của Indonesia; Malaysia; Philippines và Lãnh thổ Bắc Úc của Úc.

## Công dụng
Tại Việt Nam, vối mọc hoang và được trồng ven bờ ao, bờ suối ở nhiều nơi đặc biệt là tại miền Bắc, miền Trung. Gỗ cây dùng làm nông cụ và trong xây dựng. Vỏ chát dùng nhuộm đen. Lá và nụ để làm nước vối.

## Hình ảnh

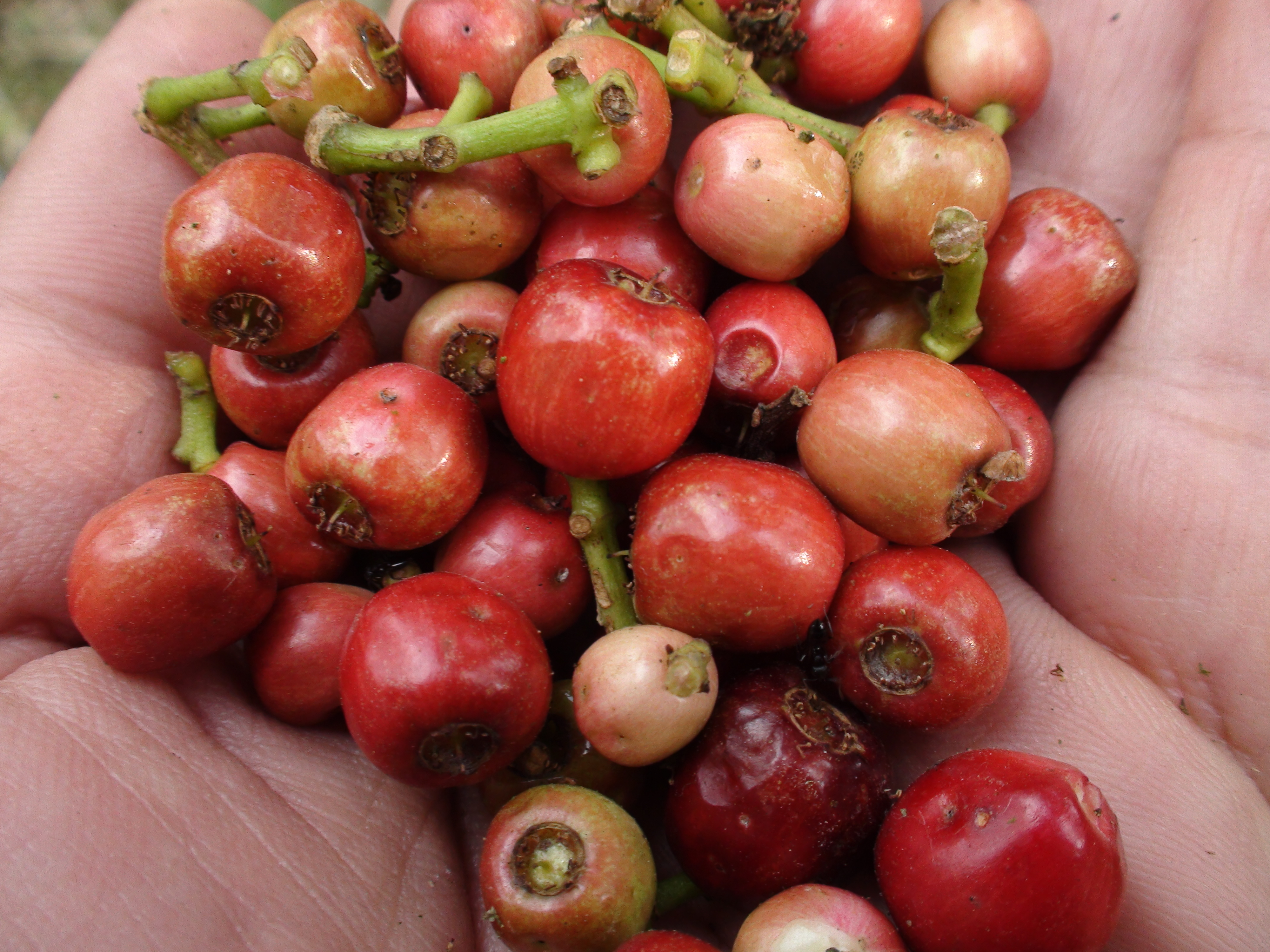
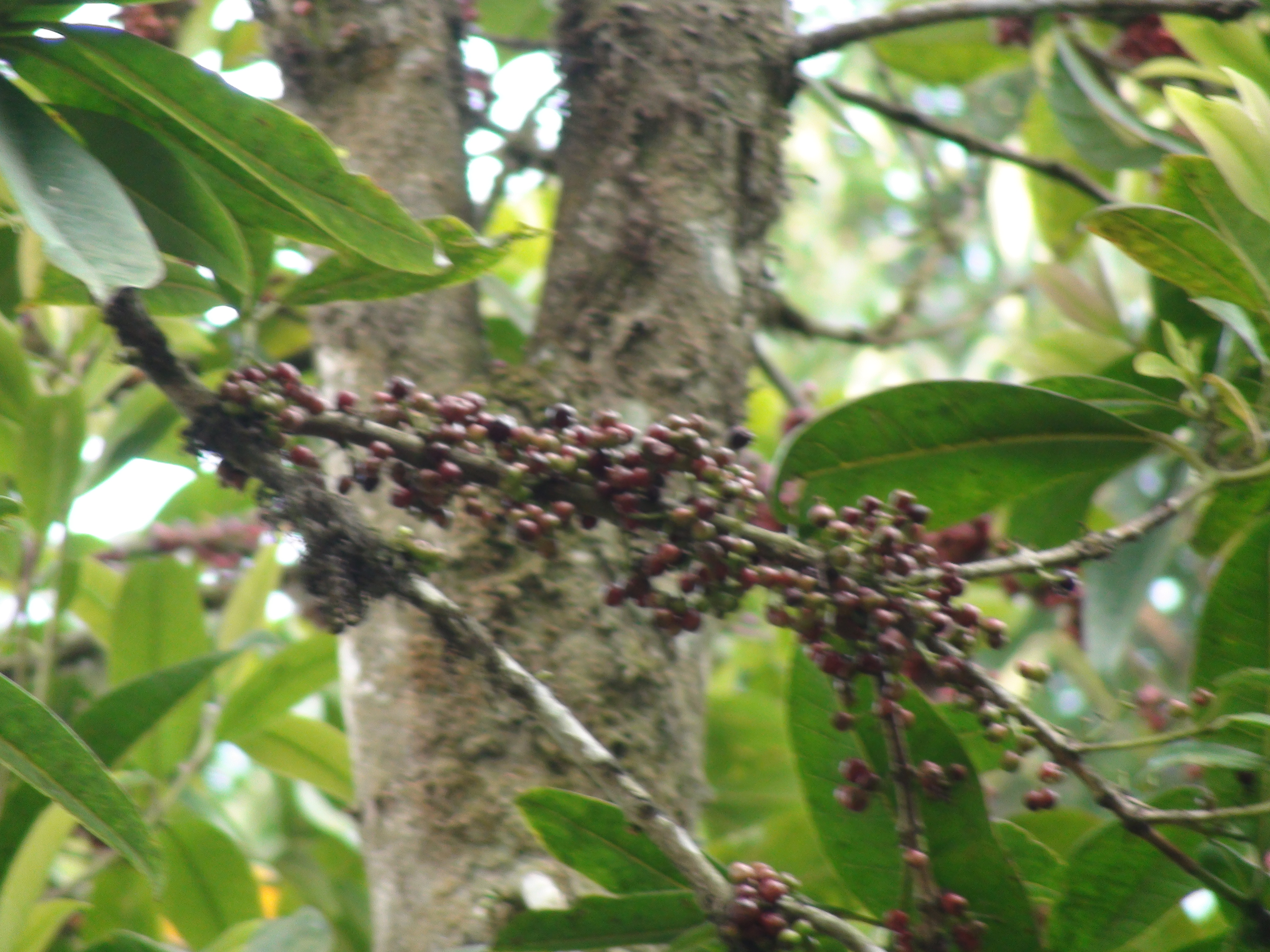
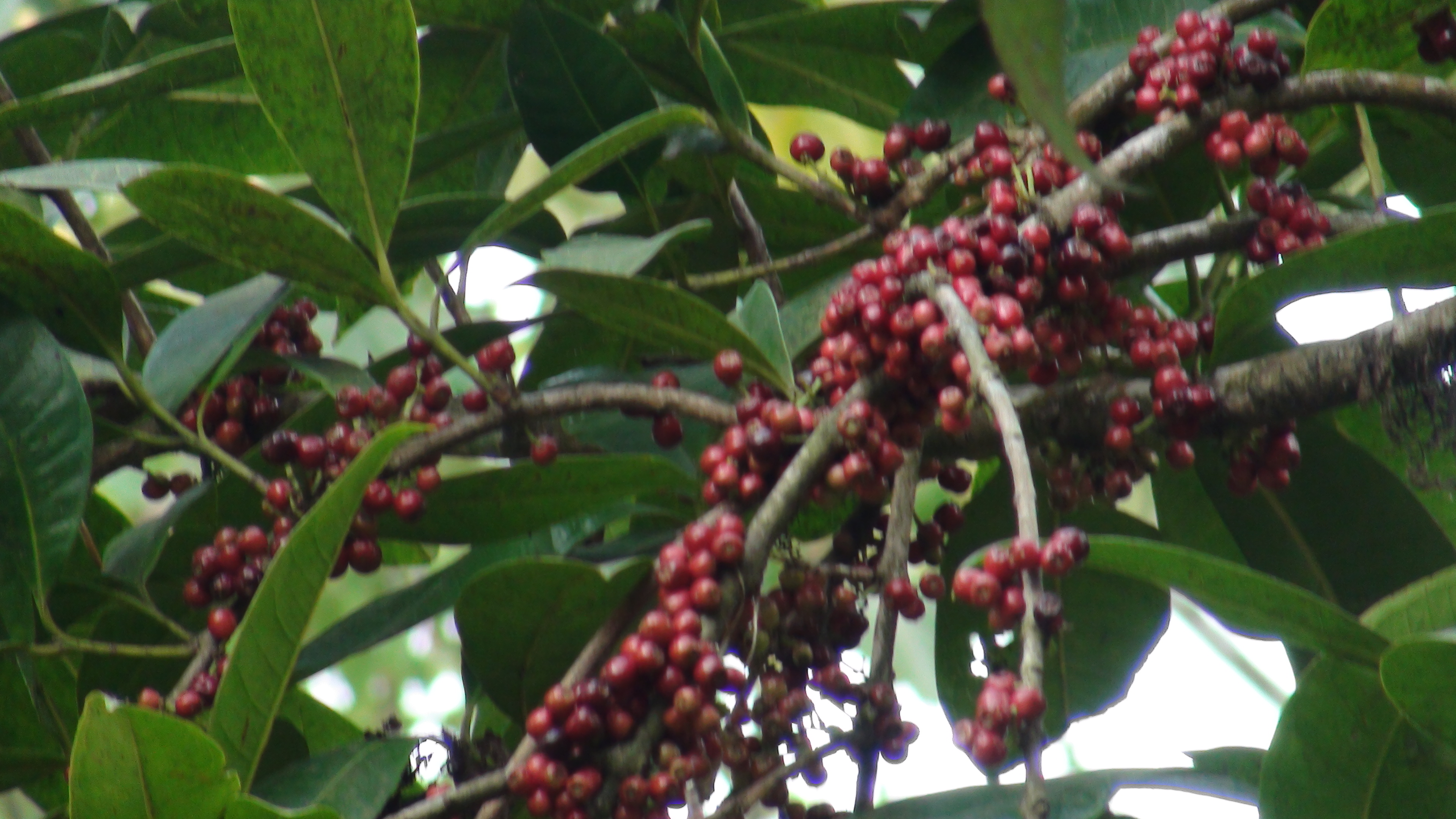
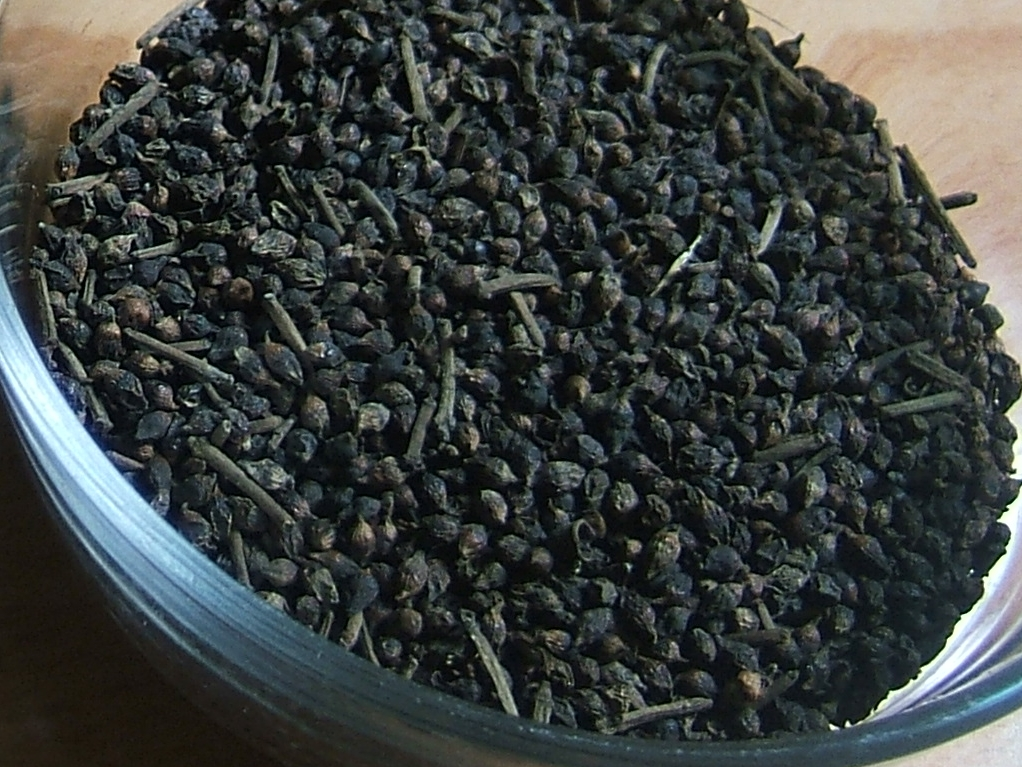